# UFC 186
UFC 186: Johnson vs. Horiguchi（ユーエフシー・ワンエイティシックス：ジョンソン・バーサス・ホリグチ）は、アメリカ合衆国の総合格闘技団体「UFC」の大会の一つ。2015年4月25日、カナダ・ケベック州モントリオールのベル・センターで開催された。

## 大会概要
本大会ではデメトリアス・ジョンソンと堀口恭司によるUFC世界フライ級タイトルマッチが組まれた。

### カード変更
負傷などによるカードの変更は以下の通り。
- クラウジオ・シウバ → クリス・クレメンツ（第3試合）

- アベル・トルヒーヨ → シェーン・キャンベル（第9試合）

- スティーブ・ボッセ → クイントン・"ランペイジ"・ジャクソン（第11試合）

- TJ・ディラショー vs. ヘナン・バラオン → ディラショーの負傷により中止

- ローリー・マクドナルド vs. ヘクター・ロンバード → ロンバードの薬物検査失格により中止

## 試合結果

### アーリープレリム
第1試合 女子ストロー級ワンマッチ 5分3R
○  ランダ・マルコス vs.  アシュリン・デイリー ×
3R終了 判定3-0（30-27、29-28、29-28）
第2試合 女子ストロー級ワンマッチ 5分3R
○  ヴァレリー・ルトーノー vs.  ジェシカ・ラコージー ×
3R終了 判定3-0（29-28、29-28、30-27）
第3試合 ウェルター級ワンマッチ 5分3R
○  ノーディン・タレブ vs.  クリス・クレメンツ ×
3R終了 判定3-0（30-27、30-27、30-27）

### プレリミナリーカード
第4試合 ライト級ワンマッチ 5分3R
○  オリビエ・オウビン＝メルシエ vs.  デイヴィッド・ミショー ×
3R 1:26 リアネイキドチョーク
第5試合 ライト級ワンマッチ 5分3R
○  チャド・ラプリス vs.  ブライアン・バーバリーナ ×
3R終了 判定3-0（29-28、29-28、30-27）
第6試合 女子バンタム級ワンマッチ 5分3R
○  アレクシス・デイヴィス vs.  サラ・カフマン ×
2R 1:52 腕ひしぎ十字固め
第7試合 ウェルター級ワンマッチ 5分3R
○  パトリック・コーテ vs.  ジョー・リッグス ×
3R終了 判定3-0（29-28、29-28、29-28）

### メインカード
第8試合 バンタム級ワンマッチ 5分3R
○  トーマス・アルメイダ vs.  イヴ・ジャブエン ×
1R 4:18 TKO（スタンドパンチ連打）
第9試合 72.6kg契約ワンマッチ 5分3R
○  ジョン・マクデッシー vs.  シェーン・キャンベル ×
1R 4:53 TKO（パウンド）
第10試合 ミドル級ワンマッチ 5分3R
○  マイケル・ビスピン vs.  CB・ダラウェイ ×
3R終了 判定3-0（29-28、29-28、29-28）
第11試合 97.6kg契約ワンマッチ 5分3R
○  クイントン・"ランペイジ"・ジャクソン vs.  ファビオ・マルドナド ×
3R終了 判定3-0（29-28、30-27、30-27）
第12試合 UFC世界フライ級タイトルマッチ 5分5R
○  デメトリアス・ジョンソン vs.  堀口恭司 ×
5R 4:59 腕ひしぎ十字固め
※ジョンソンが6度目の防衛に成功。

### 各賞
ファイト・オブ・ザ・ナイト： チャド・ラプリス vs. ブライアン・バーバリーナ
パフォーマンス・オブ・ザ・ナイト： デメトリアス・ジョンソン、トーマス・アルメイダ
各選手にはボーナスとして5万ドルが支給された。